# 张去奢
张去奢（688年—747年），字士则，京兆万年县人，唐朝官员。

## 生平
张去奢开始担任右卫率府仓曹参军。
开元初年，历任左卫率府长史、左金吾卫长史，太子司议郎、右赞善大夫、秘书丞、率更令、郢州沁州二州刺史、殿中少监。居宅在长安安业坊。哥哥张去惑、张去疑、弟弟张去逸、张去盈皆受殊荣。
开元二十一年（734年）关中久雨害稼，京师缺糧，人多菜色，张去奢官拜京兆尹，他和张去逸、张去盈同时三品，故号为三戟张家。加银青光禄大夫，封范阳县伯。
開元二十八年（741年）转任右金吾卫大将军、少府监。
天寳六年（747年）三月十二去世，年六十岁，十月初七日葬。谥号惠，妻子南安庞氏，有子张沔、张演、张泌。

## 家世

### 曾祖父
- 张立德，官至秦城都尉。

### 祖父
- 张崇，为延州刺史

### 父母
- 张守让，阆州司法、赠凉州都督、兵部尚书。
- 窦淑[2]，唐玄宗姨母[3]。

### 兄弟
- 张去惑，朝散大夫、太子仆。
- 张去疑。
- 张去逸，太仆卿，唐肃宗张皇后父亲，追赠左仆射。
- 张去盈，驸马都尉，娶唐玄宗之女常芬公主。

### 夫人
- 庞氏。

### 子
- 张沔、张演、张泌。

## 墓葬
1953年于渭城区发掘出張去奢墓，为斜坡道砖室墓。墓道、墓室内均发现壁画，内容为青龙、白虎等。出土墓志及陶器多件。
張去奢墓志銘为韋述撰，裴冕書、杨嵒刻字。正楷。志石方形，志文35行，边长87.5厘米。
現存西安碑林。新唐书误记常芬公主的驸马张去盈为张去奢。